# Nikodem Poplawski
Nikodem Popławski (Toruń, 1 de marzo de 1975) es un físico teórico de la Universidad de Indiana, se destaca por la propuesta de que el Universo en el que la Tierra existe puede estar ubicado dentro del agujero de gusano de un agujero negro que existe en un universo aún más grande. La teoría Poplawski nos presenta una alternativa a la teoría popular de que dentro de los agujeros negro se encuentran singularidades gravitacionales y ofrece una explicación teórica, basada en la torsión del espacio-tiempo, para un escenario cosmológico de los universos fecundos propuestas anteriormente por Lee Smolin.